# Panik Elektro
Panik Elektro war eine jährlich erscheinende, deutschsprachige Anthologiereihe für Comics. Sie wurde 2003 vom Hamburger Comiczeichner Thomas „Wittek“ Wittke ins Leben gerufen und beim Weimarer Verlag Schwarzer Turm veröffentlicht.
Jede Ausgabe widmete sich einem speziellen Thema, das von Zeichnern der deutschen Comicszene mit Gastbeiträgen von internationalen Comicpersönlichkeiten auf knapp 300 Seiten ausgearbeitet wurde. So ist aus Panik Elektro ein, anfangs noch belächeltes und finanziell wenig lukratives, allerdings im späteren Verlauf umfassendes und wichtiges Forum der zeitgenössischen und deutschsprachigen Comicszene geworden.
Für die redaktionelle Mitarbeit in den Ausgaben von 2003 bis 2006 war der Kölner Comiczeichner Frank „Spong“ Plein verantwortlich. Zwischen 2007 und 2008 übernahm diese Aufgabe der aus München stammende Berliner Comiczeichner Thomas Gilke. Der siebte und vorerst letzte Band erschien nach einjähriger Pause 2010 unter der Redaktion von Johannes Kretzschmar und Ulf Salzmann.

## Bisherige Ausgaben
- 2003 „Autobiographischer Horror“
- 2004 „Superhelden und Science-Fiction“
- 2005 „Lovestories“
- 2006 „Mein größter Fehler“
- 2007 „Disco“
- 2008 „Donnerstag, der 10. Januar 2008“
- 2010 „Seelen-Strips“

## Auszeichnungen
- Lobende Erwähnung vom Interessenverband ICOM für die Erstausgabe von Panik Elektro
- ICOM Independent Comic Preis in der Rubrik Bester Funnybeitrag des Jahres für Witteks Comicbeitrag in Panik Elektro 2004